# Greyhound (cheval)
Pour les articles homonymes, voir Greyhound.
Greyhound est un cheval de course de trot attelé, hongre, de race standardbred, comptant parmi les meilleurs trotteurs américains du XXe siècle.

## Carrière de course
Greyhound, cheval de grande taille à la robe grise de Greyhound, rare pour un trotteur, qui lui vaudra le surnom The Grey Ghost (Le Fantôme gris), fut acquis yearling pour la somme de 900 dollars aux ventes d'Indianapolis. Il se révéla dès ses 2 ans, enchaînant les victoires, dont le Lexington Trot sur l'hippodrome The Red Mile à Lexington, Kentucky, la plus ancienne course de trot au monde. Grand favori de l'Hambletonian, la plus grande course américaine, il s'y impose sans coup férir, comme il remporte à 3 ans, 18 des 20 courses auxquelles il prend part.
L'année suivante, en parcourant le mile en 1'57 s 1/4 (soit une réduction kilométrique de 1'12"9), il efface des tablettes Peter Manning, qui détenait le record du mile le plus rapide en compétition depuis 1922. C'est le premier d'une longue liste de records établis par Greyhound, qui en cumulera quatorze (selon les distances et les types de pistes) tout au longue de sa (très longue, pour un trotteur américain) carrière. En 1937, il égale le record du monde du mile détenu lui aussi par Peter Manning en trottant en 1'56 3/4 (1'12"6) puis l'abaisse à 1 min 56 s (1'12"1). C'est l'année suivante, à Lexington, qu'il réalise son plus grand exploit en portant le record du monde à 1'55 1/4 (1'11"6), record qui tiendra jusqu'en 1969, soit 31 ans. En 1939, faute d'adversaires, il se contente d'essais chronométriques, battant entre autres le record du double mile en 4'06 (1'16"4). Lors de son ultime année de compétition, il remporte 14 des 15 courses auxquelles il participe, établissant par ailleurs un record du monde au trot monté (1'15"6 sur le mile).
Greyhound se retire dans l'Illinois, où son propriétaire Edward Baker fait construire un box avec l'air conditionné et même une salle d'attente pour les visiteurs qui viendront le voir jusqu'à sa mort en 1965, à l'âge avancé de 33 ans. Le livre d'or recense des visiteurs venus de 50 états américains et 30 pays différents. Il est enterré au Baker horse cemetery, et en 2014 son box fut envoyé au Harness Racing Museum & Hall of Fame à Goshen, près de New York, où il est exposé. Celui que le grand entraîneur Stanley Dancer considérait comme le meilleur trotteur du XXe siècle recevra ce titre officiellement par le Hall of Fame ainsi que, en 1999, par Hoof Beats, le journal officiel de l'association du trot américaine.

### Palmarès
- Lexington Trot (1934)
- Hambletonian (1935)
- Championship Stallion Stake (1935)
- Matron Stakes (1935, 1938)
- Horseman Futurity (1935)
- Empire State Trot (1936)
- Trotting Derby (1938)
- Championship Stallion Stakes (1938)

## Origines
| Origines de Greyhound | Origines de Greyhound | Origines de Greyhound | Origines de Greyhound |
| --------------------- | --------------------- | --------------------- | --------------------- |
| Père Guy Abbey        | Guy Axworthy          | Axworthy              | Axtell                |
| Père Guy Abbey        | Guy Axworthy          | Axworthy              | Marguerite            |
| Père Guy Abbey        | Guy Axworthy          | Lillian Wilkes        | Guy Wilkes            |
| Père Guy Abbey        | Guy Axworthy          | Lillian Wilkes        | Flora                 |
| Père Guy Abbey        | Abbacy                | The Abbe              | Chimes                |
| Père Guy Abbey        | Abbacy                | The Abbe              | Nettie King           |
| Père Guy Abbey        | Abbacy                | Regal Mckinney        | Mckinney              |
| Père Guy Abbey        | Abbacy                | Regal Mckinney        | Princess Royal        |
| Mère Elizabeth        | Peter The Great       | Pilot Medium          | Happy Medium          |
| Mère Elizabeth        | Peter The Great       | Pilot Medium          | Tackey                |
| Mère Elizabeth        | Peter The Great       | Santos                | Grand Sentinel        |
| Mère Elizabeth        | Peter The Great       | Santos                | Shadow                |
| Mère Elizabeth        | Zombrewer             | Zombro                | Mckinney              |
| Mère Elizabeth        | Zombrewer             | Zombro                | Whisper               |
| Mère Elizabeth        | Zombrewer             | Mary Bales            | Montjoy               |
| Mère Elizabeth        | Zombrewer             | Mary Bales            | Molly J               |